# 2017年世界陸上競技選手権大会・男子4×100mリレー
2017年世界陸上競技選手権大会・男子4×100mリレー（2017ねんせかいりくじょうきょうぎせんしゅけんたいかい・だんし4かける100メートルリレー）は、2017年世界陸上競技選手権大会の種目の一つ。イギリス・ロンドンのオリンピック・スタジアムを会場に、2017年8月12日に予選及び決勝が行われた。開催国イギリスが37秒47のヨーロッパ記録で優勝して金メダルを獲得し、次いでアメリカ合衆国が銀メダル、日本が銅メダルを獲得した。このレースは、世界陸上において計11個の金メダルを獲得したジャマイカ代表の短距離走者であるウサイン・ボルトの現役最後のレースとしても注目を集めたが、ボルトは決勝レース中に左脚を痛め、ジャマイカは途中棄権に終わった。

## レース経過

### 競技前の展望
世界陸上の主催団体である国際陸上競技連盟（IAAF）は、本種目の展望において、注目国としてジャマイカ、アメリカ合衆国、日本、中国、カナダ、そして開催国のイギリスを挙げた。
ジャマイカチームは、前回2015年北京世界陸上および、2016年のリオデジャネイロオリンピックにおける本種目で金メダルを獲得していた。またこのレースは、本大会限りでの競技引退を表明していた同国代表のウサイン・ボルトの最後のレースということでも高い注目を集めていた。世界陸上におけるボルトは、2007年大阪大会に初出場して200mと4×100mリレーで2つの銀メダルを獲得して以来、2009年ベルリン・2011年大邱・2013年モスクワ・2015年北京の4大会において、いずれも100m・200m・4×100mリレーの3種目に出場し、大邱大会の100mでフライングによる失格となったことを除きいずれも優勝し、計11個の金メダルを獲得していた。既に本ロンドン大会限りでの競技生活引退を表明していたボルトは、引退表明時に距離を100mに絞ると宣言した通り本大会では200mを欠場し、100mとこの4×100mリレーに出場を絞っていた。本種目に先駆けて8月5日に行われた100m決勝では、ボルトは9秒95のシーズンベストこそ記録したものの、銅メダルに留まっていた。また8月7日に行われた110mハードル決勝では、メンバーのオマール・マクレオドが金メダルを獲得していた。
北京世界陸上・リオ五輪ともに予選でメダル圏内の成績を残しながら決勝でテイクオーバーゾーン外でのバトンパスにより失格となっていたアメリカチームは、メンバーのジャスティン・ガトリンとクリスチャン・コールマンが直前の100mで金・銀のワンツーフィニッシュを達成していた。
リオ五輪でジャマイカに次ぐ銀メダルを獲得した日本チームは、本大会は桐生祥秀（東洋大学）、サニブラウン・アブデル・ハキーム（東京陸協）、ケンブリッジ飛鳥（ナイキ）、多田修平（関西学院大学）、飯塚翔太（ミズノ）、藤光謙司（ゼンリン）の6名で構成されていた。このうち、本大会でサニブラウンは100m・200m、ケンブリッジと多田は100m、飯塚は200mにもそれぞれ出場し、桐生と藤光は本種目のみの代表選出だった。8月10日に行われた200m決勝で、サニブラウンは世界陸上同種目史上最年少の18歳5か月で決勝に進出し、7位で本大会日本勢初入賞を果たしたが、その際に右大腿部を痛め、リレーの出場は困難となっていた。
前回北京大会銀メダルの中国チームは、リオ五輪でも予選で37秒82のアジア記録を樹立するも、その直後に日本に記録を塗り替えられ（予選37秒68、決勝37秒60）、リオ決勝でも4位入賞とメダルを逃した。本大会のメンバーにも、前述2大会共通の決勝メンバーである謝震業、蘇炳添、張培萌の3名がエントリーしていた。
カナダチームは北京世界陸上・リオ五輪ともに銅メダルを獲得していた。
開催国のイギリスチームは、直前の2017年6月にフランスで行われた大会で38秒08のWL（シーズン世界最高）を記録。本大会ではメンバーのネサニエル・ミッチェル＝ブレークが200mで4位入賞を果たしていた。

### 予選

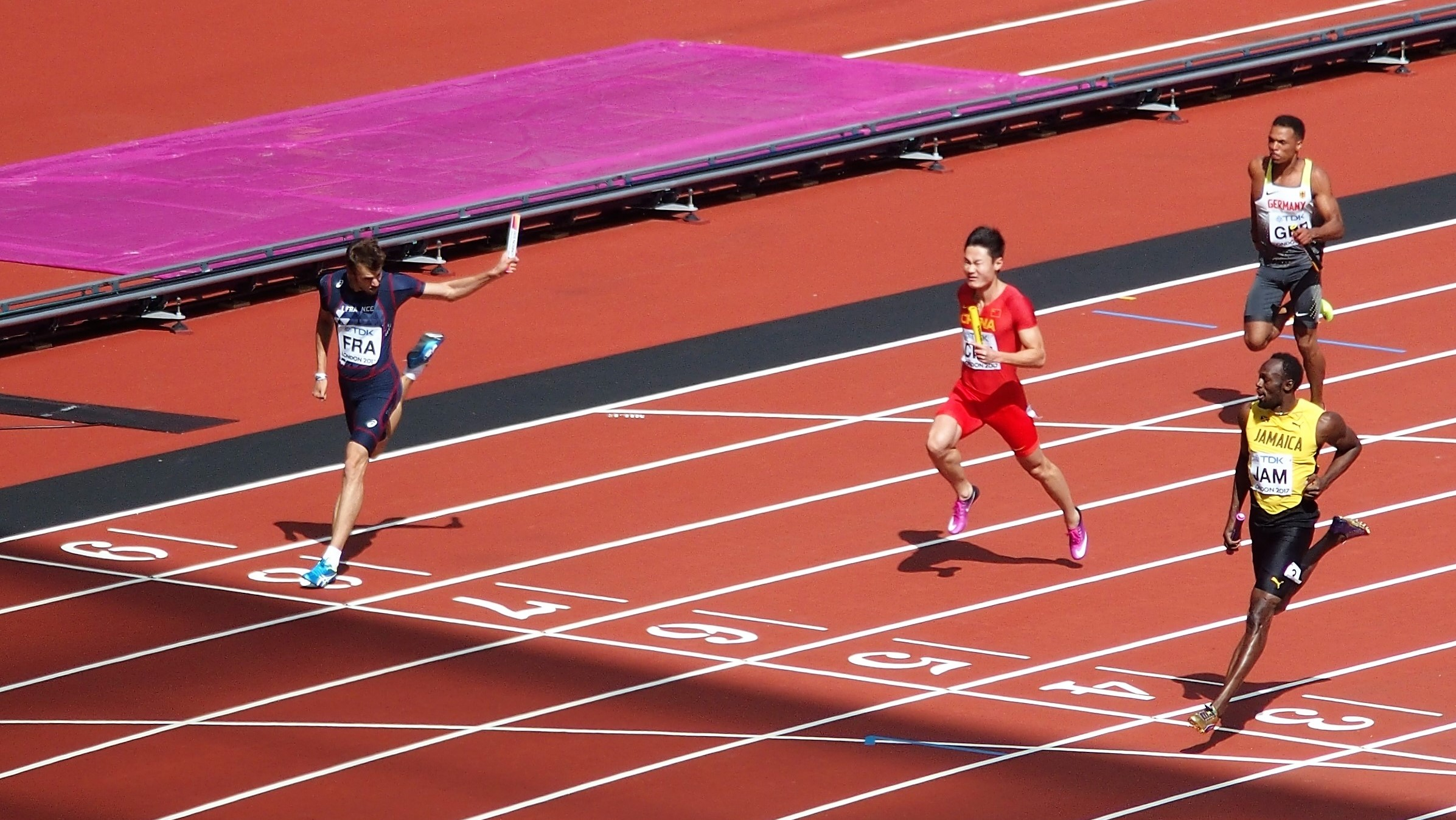
予選2組のゴールシーン。左からフランスのルメートル、中国の張、ジャマイカのボルトで、この3国が着順での決勝進出を決めた。

予選は現地時間の10時55分より、2組16国が参加して行われた。決勝進出条件は、各組上位3国と記録上位2国の計8国であった。
予選1組に登場した日本は、故障のサニブラウンを外し、1走に多田を起用。2走以降は飯塚・桐生・ケンブリッジと、リオ五輪銀メダル時と同じ走者・走順で臨んだ。レースは、アメリカの1走マイク・ロジャースがスタートダッシュを決め、アメリカが先行。日本とイギリスがこれを追う展開となった。最終ストレートではアメリカのコールマンとイギリスのミッチェル＝ブレークとの競り合いになったが、アメリカが逃げ切り1着で決勝進出、イギリスが2着となった。アメリカの記録37秒70は、この時点でのシーズン世界最高を更新するものだった。日本は1走の多田から2走の飯塚へのバトンパス、及び3走の桐生から4走のケンブリッジへのバトンパスに手間取ったことでタイムを伸ばせず、3着で決勝進出を決めた。
予選2組は、アンティグア・バーブーダが棄権し、7チームでの争いとなった。レースは上位チームが競り合う展開となり、4走にバトンが渡った時点ではフランス・中国・ジャマイカ・カナダの4チームがほぼ横一線となった。最終ストレートでジャマイカの4走ボルトが抜け出し1着で決勝進出。次いでフランス、中国が着順での決勝進出を決めた。バハマはレーン侵害により失格となった。
また、予選2組終了の結果、1組4着のトルコと、2組4着のカナダがタイム順で残り2枠の決勝進出を決めた。

### 決勝

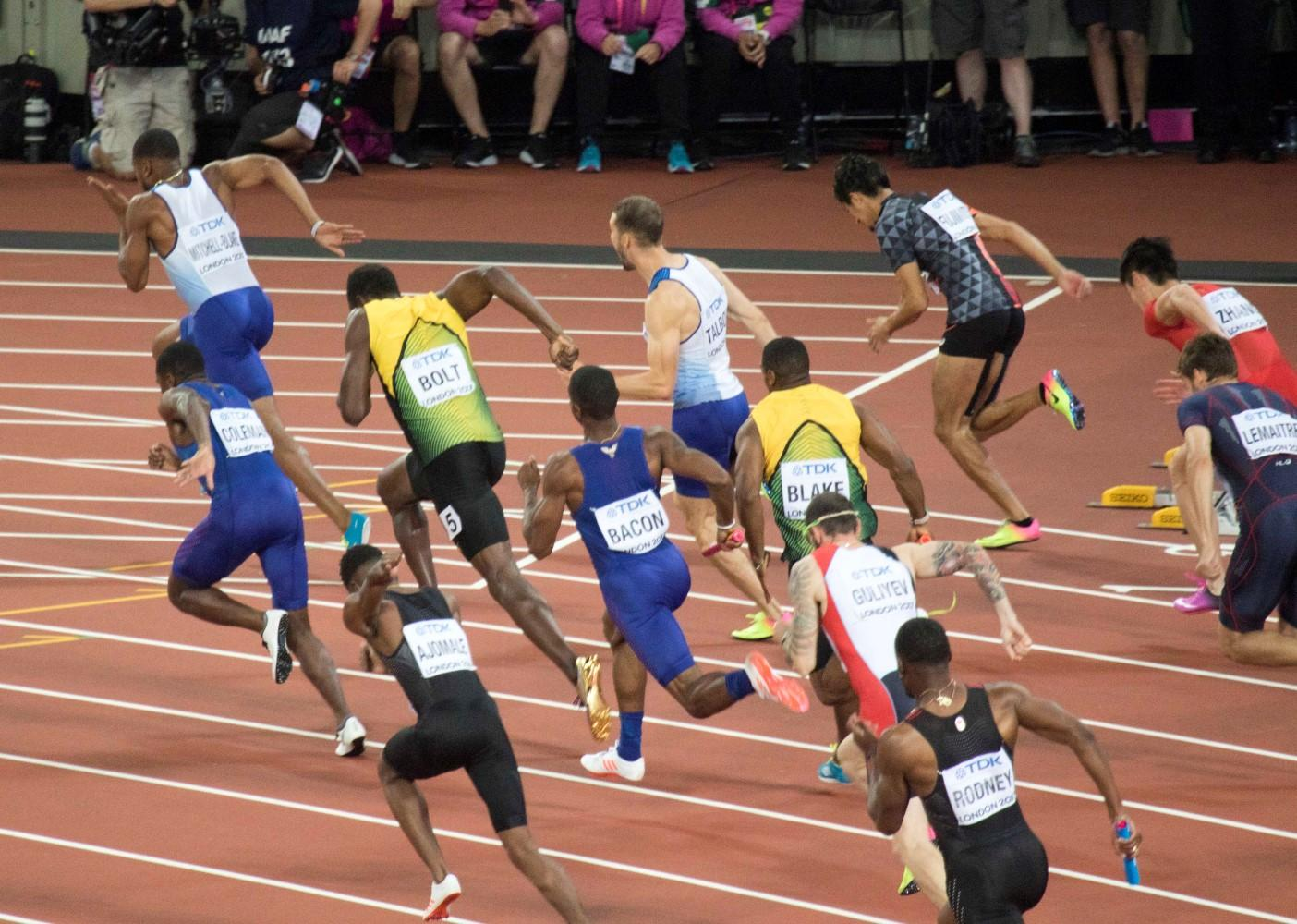
決勝レース中、第3走者から最終走者へのバトンパス直前のシーン。

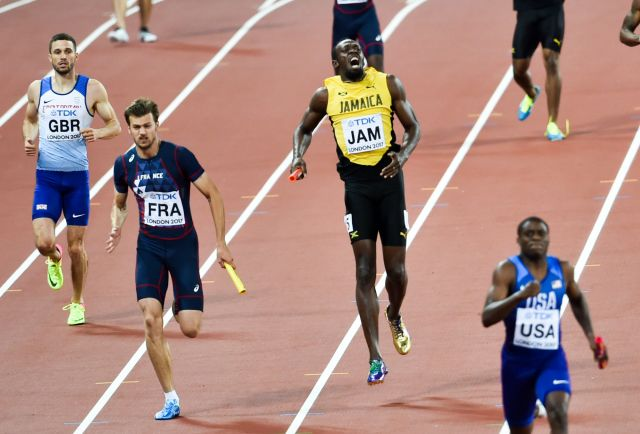
決勝でゴールへと向かう最終走者達の中、ジャマイカのボルトは左脚を痛め失速した。

本大会におけるリレー競技は予選・決勝の同日開催であり、午前中の予選を勝ち抜いた各チームは、21時50分スタートの決勝へ向けて再調整と戦略の確認を迫られた。
予選を全体1位の37秒70で通過したアメリカチームは、3走のビージェイ・リーをジェイレン・ベーコンに変更。予選全体2位のイギリスチームはオーダーの変更なし。全体3位のジャマイカチームは、1走のタイケンド・トレーシーと3走のマイケル・キャンベルを、それぞれ本大会110mハードル金メダリストのオマール・マクレオドとリオ五輪4×100mリレー金メダルメンバーのヨハン・ブレークに入れ替え、逆転での金メダルを期した。その他に、予選と決勝でメンバーの変更を行ったのは、全体6位通過の日本チームであった。日本は決勝の約6時間前に、日本陸連の苅部俊二・土江寛裕コーチらが相談の上、アンカーをケンブリッジから藤光に変更することに決めた。予選で3走の桐生と4走のケンブリッジとの間でバトンパスが詰まったことと、ケンブリッジが6月の日本選手権でハムストリングを痛めてコンディション不良であったことからの判断であった。
21時50分スタートの決勝は、1走からスピードに乗った第7レーンのイギリスがまず先行し、第4レーンのアメリカ・第5レーンのジャマイカがこれを追う展開となった。2走から3走へのバトンパスの場面では、トップでパスを終えたイギリスの2走アダム・ジェミリが、声を上げて3走のダニエル・タルボットを鼓舞していたところ、ジェミリの振り回した右腕が第8レーンでやや遅れてバトンを受けた中国の3走蘇炳添に当たったかに見える場面があったが、中国チームはレース後この点について抗議は行わなかった。最終走者へのバトンパス時点ではイギリスがトップで、アメリカ・ジャマイカ・日本の順に続いていたが、最終ストレートに入ったところでジャマイカの最終走者ボルトが左大腿部を押さえて体を引きつらせ突然失速した。優勝争いは予選1組と同じアメリカのコールマンとイギリスのミッチェル＝ブレークとの競り合いに絞られたが、イギリスが逃げ切り、予選2位から逆転での金メダルを飾った。優勝タイムの37秒47は、イギリス新記録かつヨーロッパ新記録であり、予選でアメリカが記録したシーズン世界最高を更新するものでもあった。37秒52と予選よりもタイムを上げたアメリカが2着で銀メダル。3着には、予選の38秒21から38秒04にタイムを上げた日本が入り、予選全体6位からの銅メダル獲得となった。 
ボルトは数歩脚を引きずるように歩いた後、前転をするようにトラックに尻餅をつき、そのままうつ伏せに倒れ込んで立ち上がることができず、ジャマイカチームは途中棄権となった。駆け寄ったチームメイトによってスパイクを脱がされ、車椅子の使用を断りどうにか立ち上がると、脚を引きずりながらチームメイトと共にフィニッシュラインを越え、トラックを後にした。

## 日程
時刻はUTC+1
| 日            | 開始時刻 | ラウンド |
| ------------- | -------- | -------- |
| 2017年8月12日 | 10:55    | 予選     |
| 2017年8月12日 | 21:50    | 決勝     |

## 結果

### 予選
決勝進出条件：各組上位3着(Q)+記録上位2着(q)

#### 1組
| 順位 | レーン | 出場国               | 走者                                                                                             | 記録  | 備考  |
| ---- | ------ | -------------------- | ------------------------------------------------------------------------------------------------ | ----- | ----- |
| 1    | 8      | アメリカ合衆国       | マイク・ロジャース、ジャスティン・ガトリン、ビージェイ・リー、クリスチャン・コールマン           | 37.70 | Q, WL |
| 2    | 4      | イギリス             | チジンドゥ・ウジャー、アダム・ジェミリ、ダニエル・タルボット、ネサニエル・ミッチェル＝ブレーク   | 37.76 | Q, SB |
| 3    | 5      | 日本                 | 多田修平、飯塚翔太、桐生祥秀、ケンブリッジ飛鳥                                                   | 38.21 | Q, SB |
| 4    | 9      | トルコ               | Yiğitcan Hekimoğlu、ジャック・ハーヴェイ、エムレ・ザフェル・バーンズ、ラミル・グリエフ           | 38.44 | q, SB |
| 5    | 6      | トリニダード・トバゴ | キーストン・ブレドマン、カイル・グロー、Moriba Morain、エマヌエル・カランダー                    | 38.61 | SB    |
| 6    | 2      | オランダ             | ジョヴァンニ・コドリントン、ヘンスリー・パウリナ、リーマービン・ボネバチア、タイミル・ブルネット | 38.66 | SB    |
| 7    | 7      | オーストラリア       | トレ・ウィリアムズ、トム・ギャンブル、ニック・アンドリュー、ロハン・ブローニング                 | 38.88 | SB    |
| 8    | 3      | バルバドス           | レヴィ・カドガン、ラモン・ギテンス、シェーン・ブラスウェイト、マリオ・バーク                     | 39.19 |       |

#### 2組
| 順位 | レーン | 出場国                   | 走者                                                                                     | 記録  | 備考    |
| ---- | ------ | ------------------------ | ---------------------------------------------------------------------------------------- | ----- | ------- |
| 1    | 3      | ジャマイカ               | タイケンド・トレーシー、ジュリアン・フォルテ、マイケル・キャンベル、ウサイン・ボルト     | 37.95 | Q, SB   |
| 2    | 8      | フランス                 | ステュアート・デュタンビー、ジミー・ヴィコ、ミカエル＝メバ・ゼゼ、クリストフ・ルメートル | 38.03 | Q, SB   |
| 3    | 6      | 中国                     | 呉智強、謝震業、蘇炳添、張培萌                                                           | 38.20 | Q       |
| 4    | 2      | カナダ                   | ギャヴィン・スメリー、アーロン・ブラウン、ブレンドン・ロドニー、モボラデ・アジョマレ     | 38.48 | q       |
| 5    | 7      | ドイツ                   | ユリアン・ロイス、ロベルト・ヘリング、ロイ・シュミット、ロビン・イリヴァ                 | 38.66 |         |
| 6    | 4      | キューバ                 | ハーリン・ペレス、ロベルト・スカイヤーズ、ヤニエル・カレーロ、ホセ・ルイス・ガスパール   | 39.01 | SB      |
| -    | 9      | バハマ                   | ウォーレン・フレーザー、シャベス・ハート、シーン・ステュアート、テレイ・スミス           | DQ    | R 163.3 |
| -    | 5      | アンティグア・バーブーダ |                                                                                          | DNS   |         |

### 決勝[3]
| 順位 | レーン | 出場国         | 走者                                                                                           | 記録  | 備考   |
| ---- | ------ | -------------- | ---------------------------------------------------------------------------------------------- | ----- | ------ |
| 1    | 7      | イギリス       | チジンドゥ・ウジャー、アダム・ジェミリ、ダニエル・タルボット、ネサニエル・ミッチェル＝ブレーク | 37.47 | WL, AR |
| 2    | 4      | アメリカ合衆国 | マイク・ロジャース、ジャスティン・ガトリン、ジェイレン・ベーコン、クリスチャン・コールマン     | 37.52 | SB     |
| 3    | 9      | 日本           | 多田修平、飯塚翔太、桐生祥秀、藤光謙司                                                         | 38.04 | SB     |
| 4    | 8      | 中国           | 呉智強、謝震業、蘇炳添、張培萌                                                                 | 38.34 |        |
| 5    | 6      | フランス       | ステュアート・デュタンビー、ジミー・ヴィコ、ミカエル＝メバ・ゼゼ、クリストフ・ルメートル       | 38.48 |        |
| 6    | 2      | カナダ         | ギャヴィン・スメリー、アーロン・ブラウン、ブレンドン・ロドニー、モボラデ・アジョマレ           | 38.59 |        |
| 7    | 3      | トルコ         | Yiğitcan Hekimoğlu、ジャック・ハーヴェイ、エムレ・ザフェル・バーンズ、ラミル・グリエフ         | 38.73 |        |
| -    | 5      | ジャマイカ     | オマール・マクレオド、ジュリアン・フォルテ、ヨハン・ブレーク、ウサイン・ボルト                 | DNF   |        |

## 写真

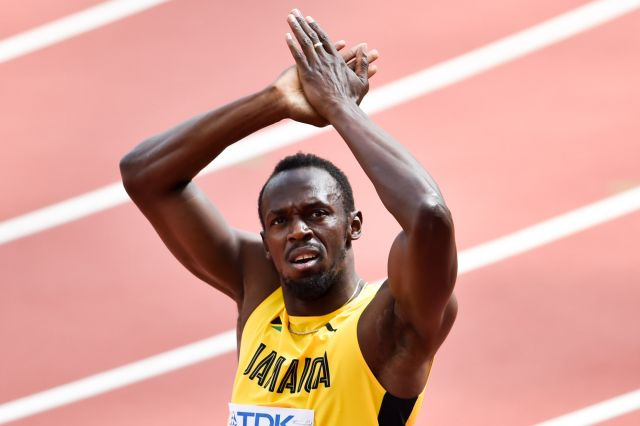
予選終了後、手を叩いて観衆の声援に応えるウサイン・ボルト
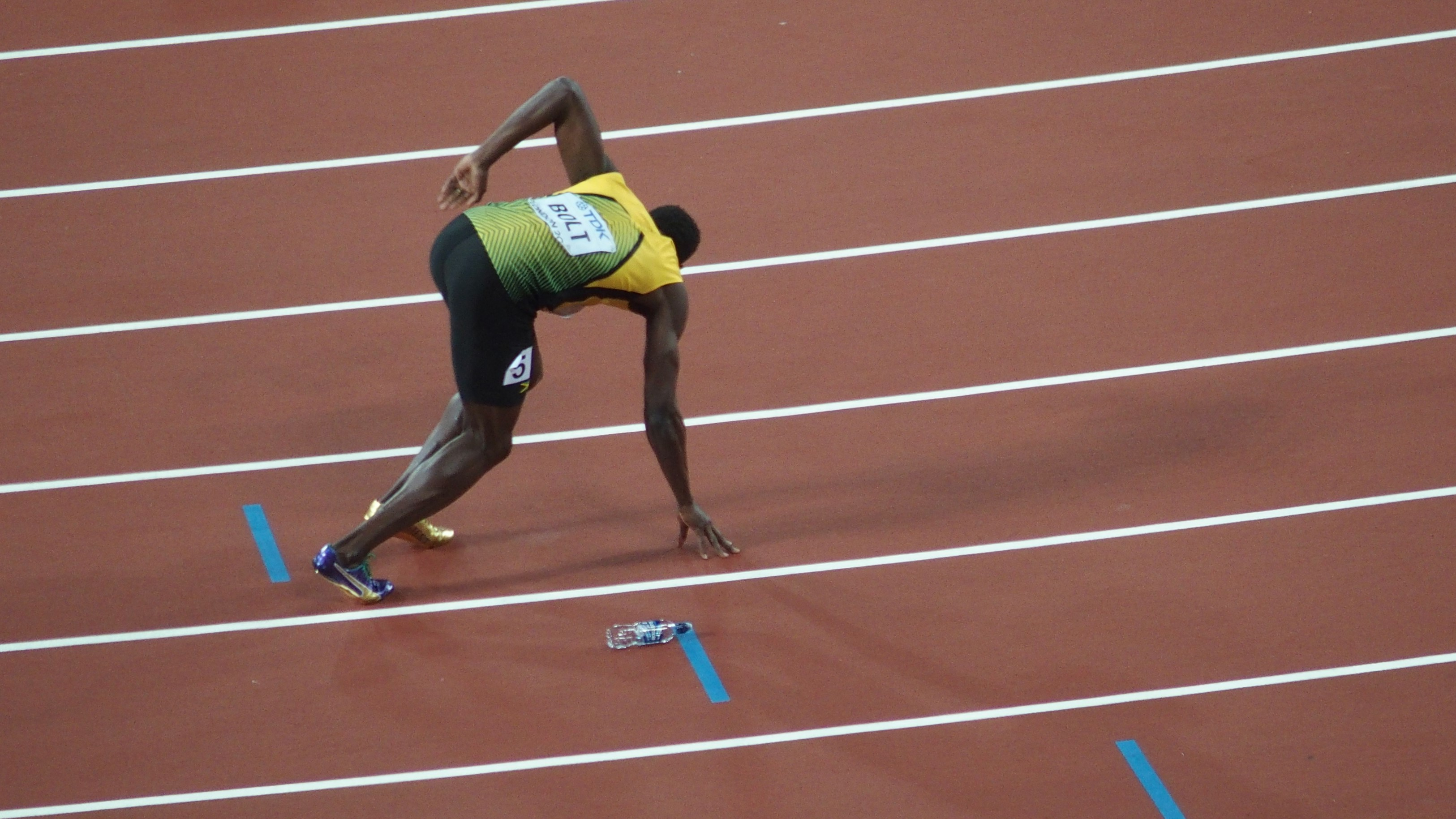
決勝直前、スタートの確認を行うボルト
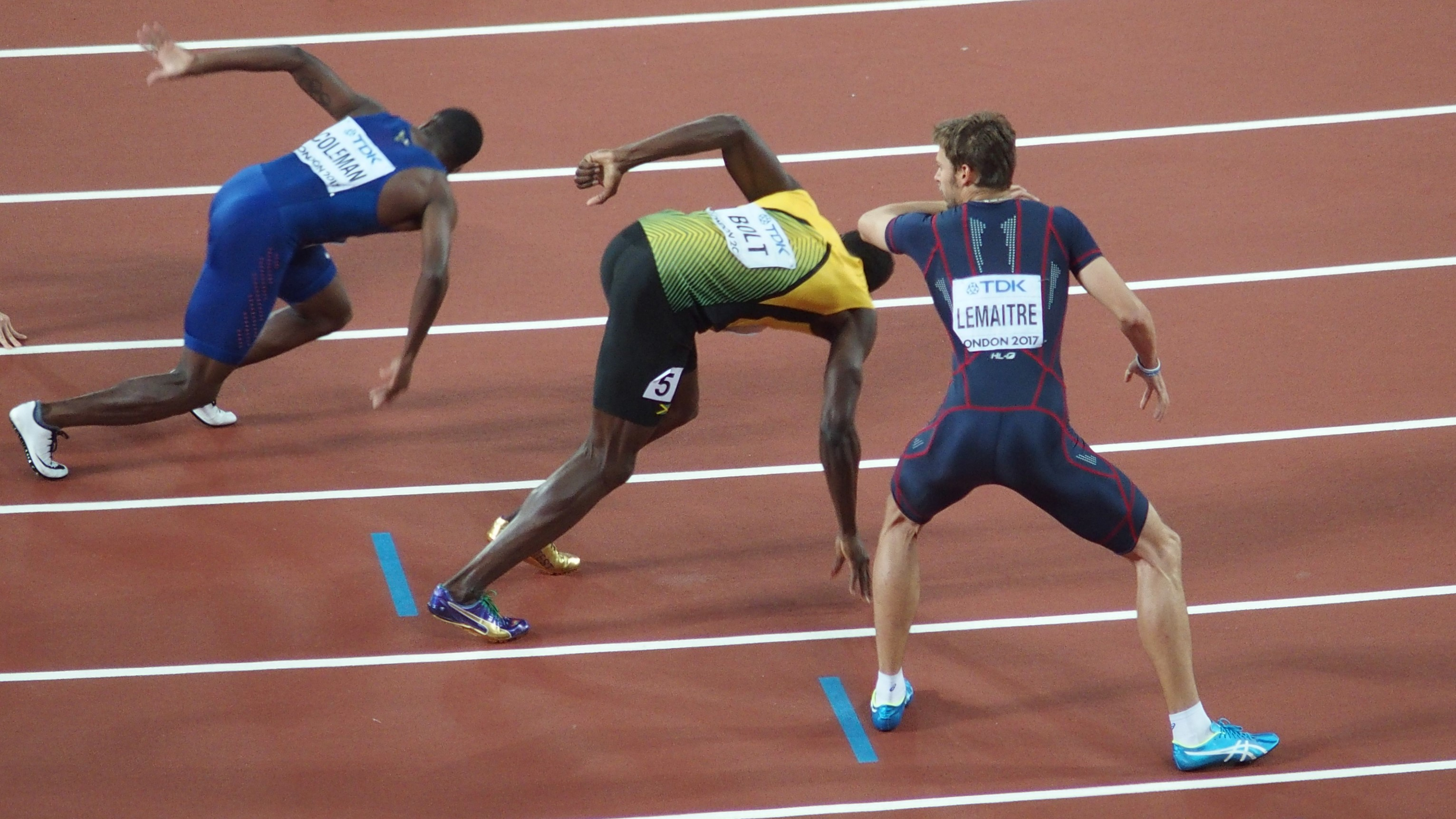
決勝でバトンを受ける直前の最終走者。左からアメリカのコールマン、ジャマイカのボルト、フランスのルメートル
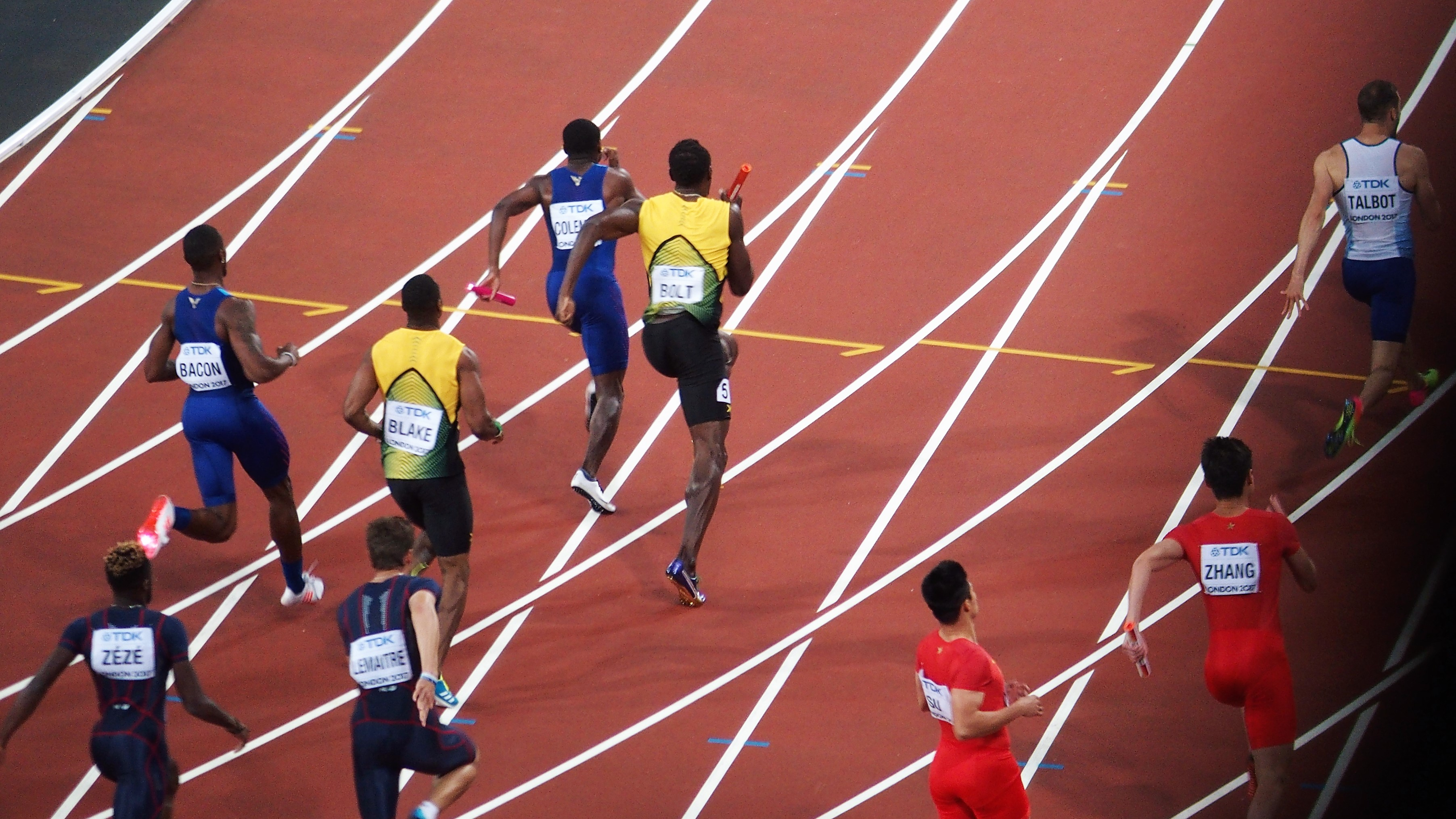
決勝レース中、バトンを受け最終コーナーからゴールへと向かう各国の最終走者達
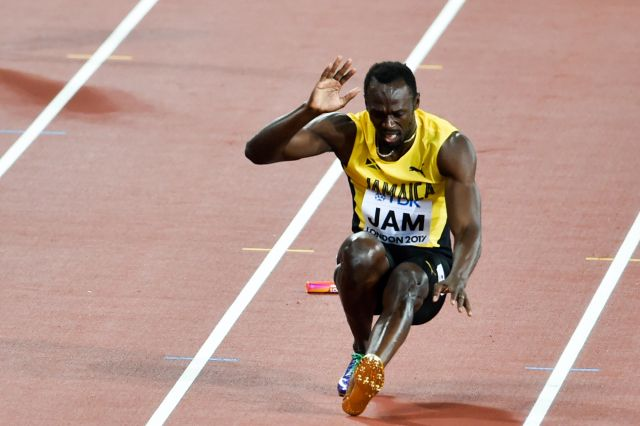
脚を痛め、前転をしてトラックに尻もちをつくボルト